# Phragmatobia centralhispanica
Phragmatobia centralhispanica är en fjärilsart som beskrevs av Daniel 1935. Phragmatobia centralhispanica ingår i släktet Phragmatobia och familjen björnspinnare. Inga underarter finns listade i Catalogue of Life.